# Elin av Skövde

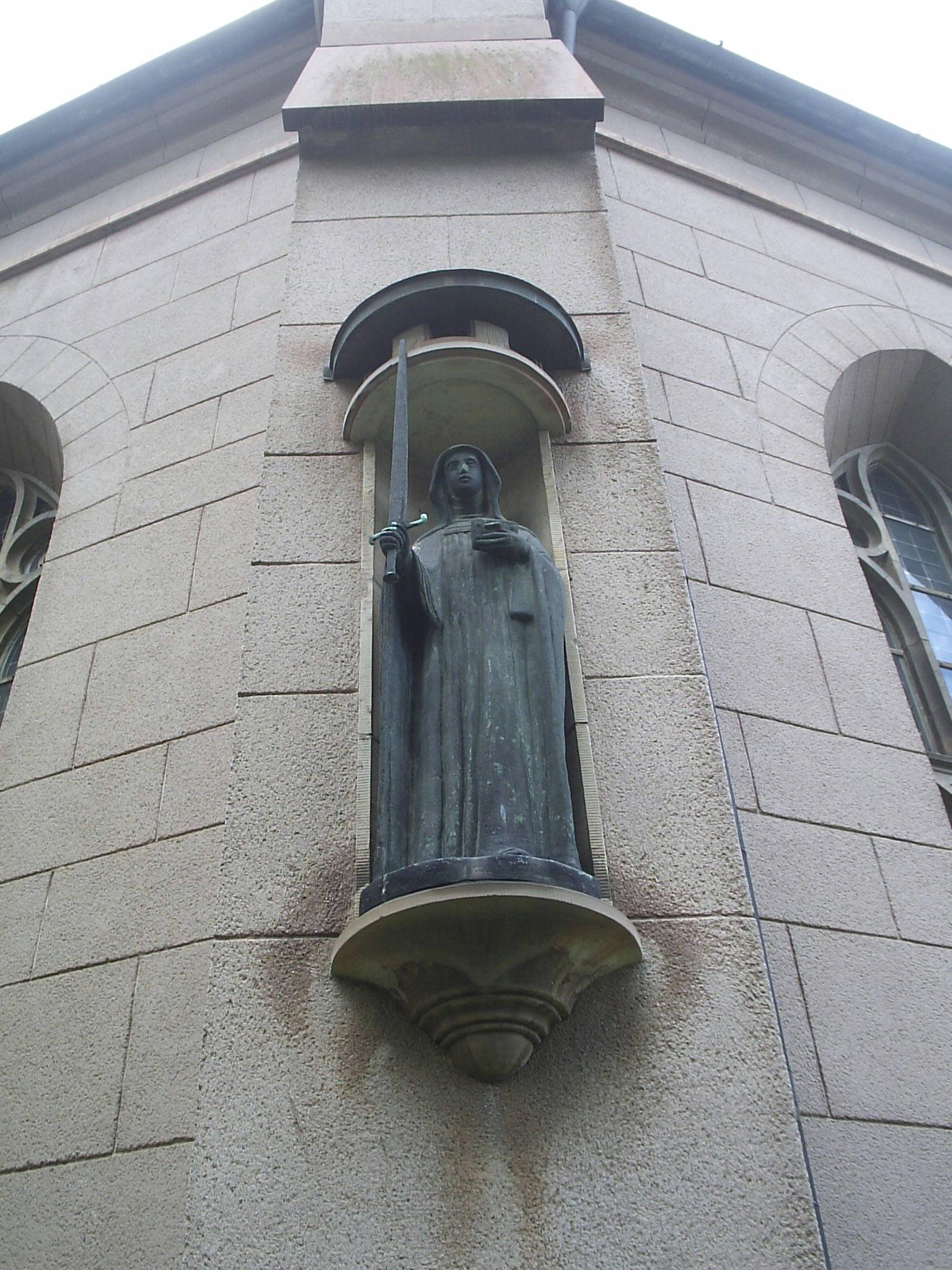
Sankta Elin, gestaltad i brons av Astri Taube år 1950. Helgonet bär sina attribut änkedok, svärd och bok. (Sankta Helena kyrka, Skövde)

Elin av Skövde eller Helena av Skövde, även Sankta Elin och Sankta Helena, död omkring år 1160, är ett lokalhelgon som vördats i hela Sverige samt i delar av Norden, utan att ha blivit officiellt helgonförklarad. Hon betraktas som Västergötlands och Skövdes skyddshelgon. Såsom den sistnämnda är hon även avbildad på Skövde kommunvapen. Troligen var hon en högättad kvinna som levde på 1100-talet.

## Attribut
Helena avbildas med änkedok, svärd och med en bok på vars pärm hennes avhuggna finger ligger. Detta syftar på skälet till att hon blev mördad: hon bar på detta finger en välsignad ring från sin pilgrimsfärd till Jerusalem. Även ett hjärta symboliserar Sankta Elin. Ett hjärta som symbol återfinns i Skövde kommuns äldre vapen samt i Ränneslövs landskommuns vapen. Kopplingen till Ränneslöv beror på att Sankta Elin är skyddshelgon även för kyrkan i Ränneslöv.

## Elins liv enligt legenden
Elins festdag, Ælinærmæsse, omnämns tidigast i biskop Brynolfs stadga från 1281. Legenden om S:ta Elin – hon går även under namnet Helena – skrevs ned i början av 1300-talet av Skarabiskopen Brynolf Algotsson och finns i fornsvensk och latinsk version. Hans Elin-officium från cirka 1300 är vår äldsta källa till kunskap om henne. Det finns bevarat i sin helhet i två handskrifter och ett boktryck, plus i många fragment som hittats i räkenskapsböcker från 1600-talet.   
Enligt legenden blev Elin tidigt änka. I sitt äktenskap hade hon många barn. Efter makens död levde hon ett fromt liv på sin gård i Våmb och skänkte rikliga gåvor till kyrkan i Skövde. Hon hade en dotter som blev utsatt för hustrumisshandel och kvinnovåld av sin make. Detta hade till följd att mannen, Elins måg, dräptes av en tjänare. Mannens fränder skyllde det inträffade på Elin och tog därför blodshämnd genom att dräpa henne när hon var på väg till kyrkoinvigningen i Götene omkring år 1130. Strax före sin död hade Elin gjort en pilgrimsvandring till den Heliga Graven i Jerusalem.
Elin begravdes i Skövde kyrka, och det lär ha inträffat många under vid hennes grav. Enligt legenden ska hon också ha helgonförklarats av påven Alexander III på initiativ av Sveriges förste ärkebiskop, Stefan av Alvastra.
Elin firas idag den 30 juli eller den 31 juli.  Enligt traditionen blev hon ihjälslagen den 1 augusti, men den dagen kunde hon inte firas eftersom dagen redan var upptagen av firandet av Petri fäng. Därför förlades firandet av Sankta Elin av Skövde till 31 juli, men i Skara stift flyttades dagen senare till 30 juli för att kunna kombineras med S:t Olofs dag som var en stor dag i stiftet. Namnen Helena och Elin har ännu (2021) svensk namnsdag 31 juli. 
Utanför Norden var Sankta Elin inte känd, men i Danmark ärades hon mycket. Hennes namn är där särskilt knutet till Helenekilde vid Tisvilde Strand på Själland.

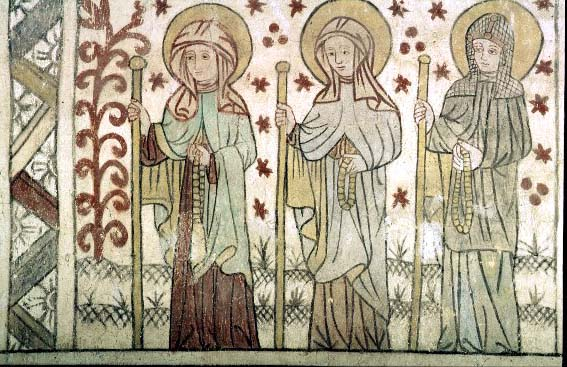
Tre kvinnliga helgon. Troligtvis Sankta Elin av Skövde, Sankta Birgitta och Sankta Katarina av Vadstena. Kalkmålning från 1400-talet i Götene kyrka, utförd av Götenemästaren

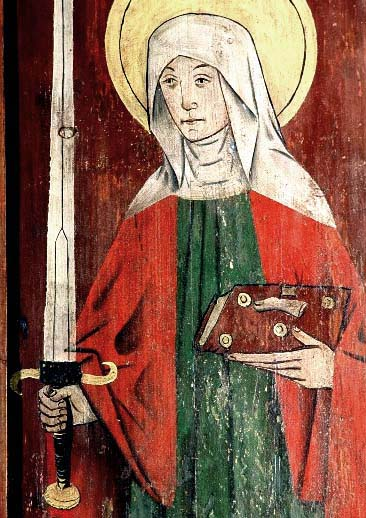
Elin målad i altarskåp i Norra Ny kyrka, Värmland. (1400-tal). Här ligger hennes avhuggna finger på boken.

## I kulturen, helgonkult

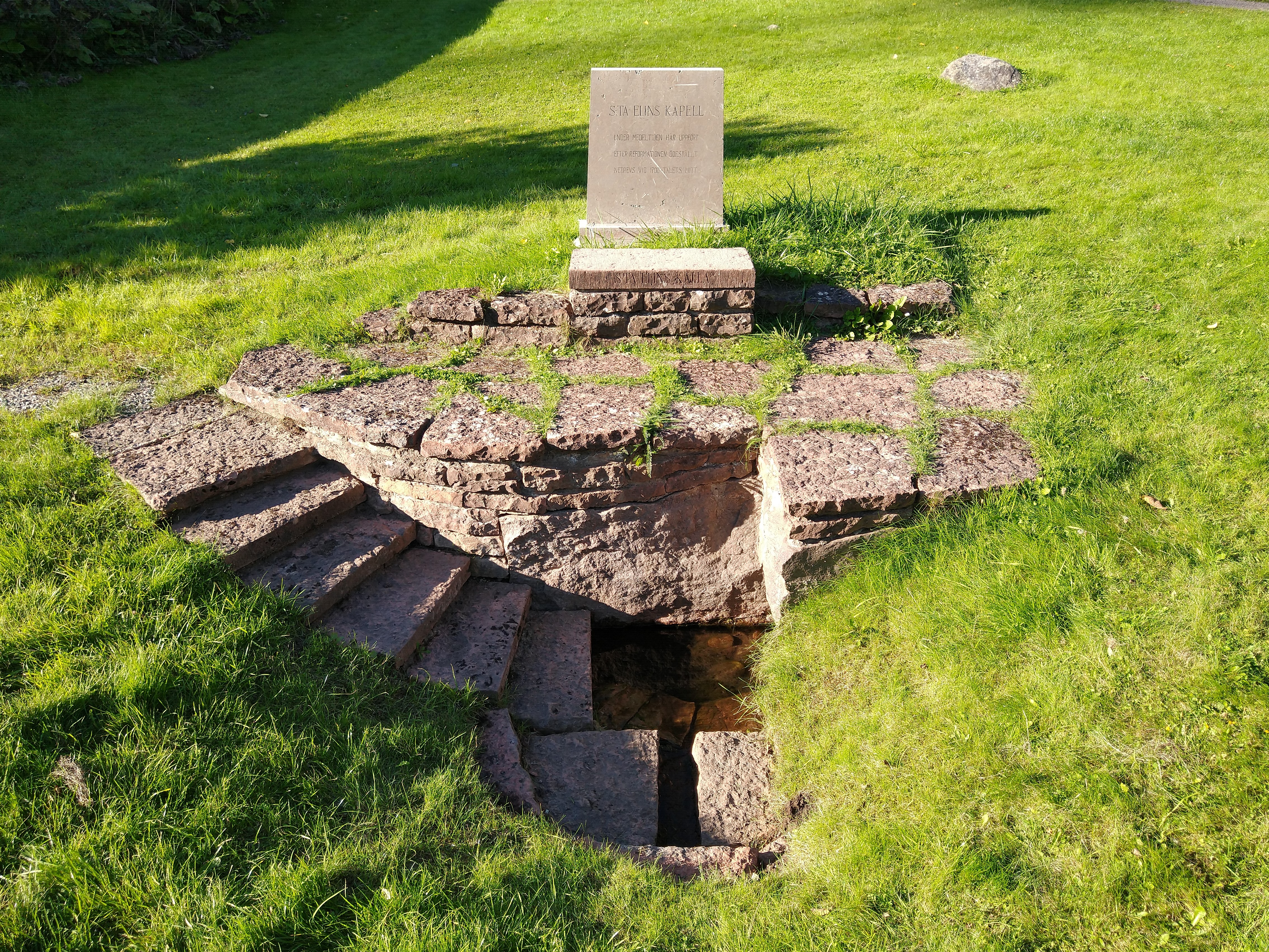
S:ta Elins källa i Skövde.
Text på stenen: S:ta Elins kapell. Under medeltiden här uppfört. Efter reformationen ödeställt. Nedrevs vid 1700-talets mitt.
Text på altarets kant: S:ta Elins källa.

Från medeltiden finns 38 bilder och skulpturer i altarskåp föreställande Sankta Elin bevarade.  
S:ta Helenas reliker förvarades och vördades i Sankta Helena kyrka i Skövde, fram till några decennier efter reformationen.  De fanns i ett särskilt rum under kyrkan på nordöstra sidan av koret. Utsparat i reveteringen kan man se en antydan till valvet som hörde dit. Också en vacker järnsmidd grind till valvet är bevarad uppe i kyrkan.  
Källor med namn efter S:ta Elin finns det flera i stiftet. Strax söder om Skövde stadskärna ligger Sankta Elins källa, vid Källegården, Källedalsbäcken på P 4:s område i Skövde.  Denna källa, som i flera hundra år var mycket uppsökt av dem som bad om helande  från sjukdom, igenfylldes slutligen år 1596, på befallning av ärkebiskop Abraham Angermannus, men den bröt sedan åter fram i dagen.  Över källan byggdes ett kapell, vars sista lämningar nedrevs 1759 och användes till återuppbyggande av Skövde kyrka samma år. Enligt traditionen hade källan sprungit upp då Elins lik fördes från Götene via den vägen till kyrkan i Skövde. Denna källa är idag iordningställd och har en sten rest till minne av stadens helgon. — En annan Elin-källa finns i Götene, på Arlas industriområde. Det var där hon enligt traditionen mördades, och den skall ha sprungit fram när detta skedde. Även denna källa är iordningställd.  —  Andra Elinskällor i Skaraborg finns bland annat i Våmb, Varv och Österplana på Kinnekulle.  
Götene kyrka är tillägnad S:ta Elin. I altaret finns än idag en relik: hennes finger, inlindat och lagt i ett silverskrin som kunde ses på utställningen om Sankta Elin i Skövde stadsmuseum hösten 2013.  Bland Götene kyrkas rika medeltida målningar finns Elin avbildad tillsammans med heliga Birgitta och hennes dotter Katarina.  
Äldre teorier om att Helena/Elin skulle ha varit svensk änkedrottning och samma person som kung Inge den äldres maka har avfärdats av moderna historiker.  Avsaknaden av belägg om Elin från hennes samtid har gjort att vissa forskare menar att namnet skulle vara skapat ur ett geografiskt namn och att Elin aldrig existerat. Det mest troliga anses dock vara att berättelsen går tillbaka på en verklig historisk person.  
Det påstås även finnas en tradition att kyrkan i gamla Elins socken var helgad åt Sankta Elin, och att det var i Göteve och inte Götene som hon blev mördad.  

## Bilder

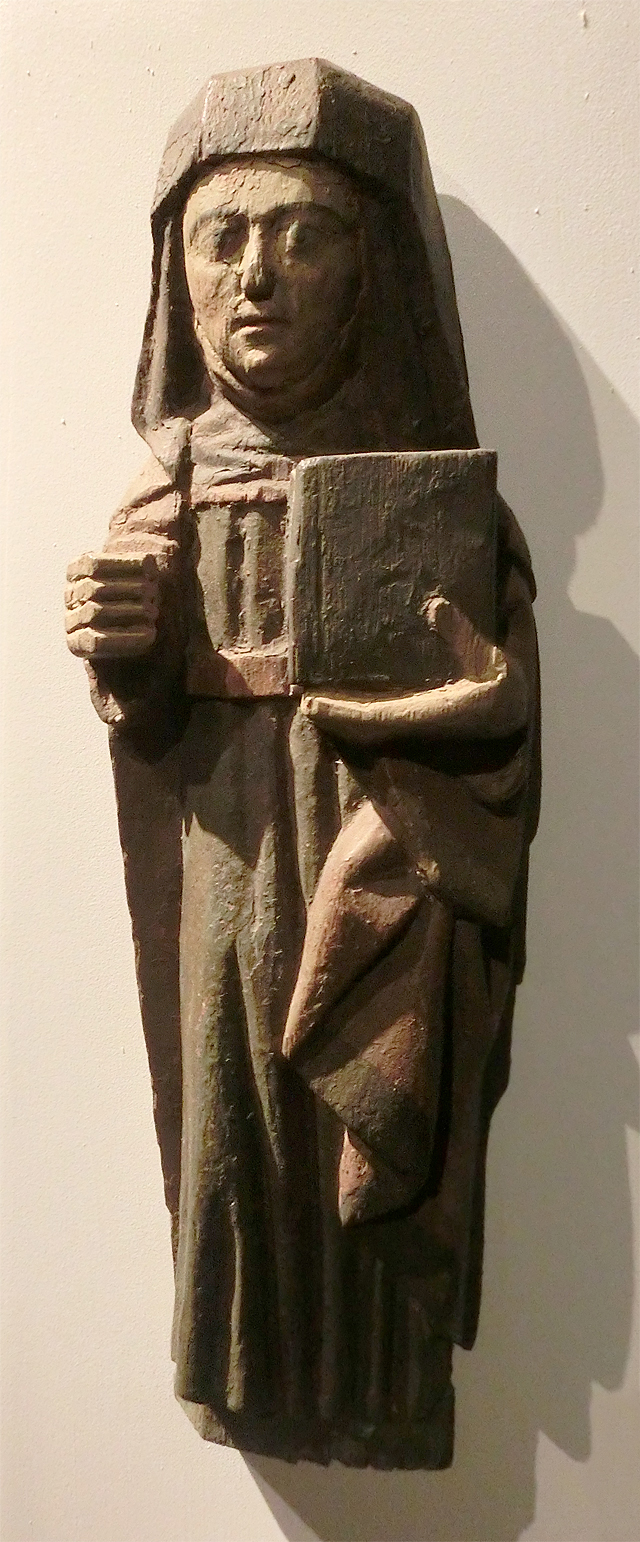
Elinskulptur från 1400-talet från Skallmeja kyrka.
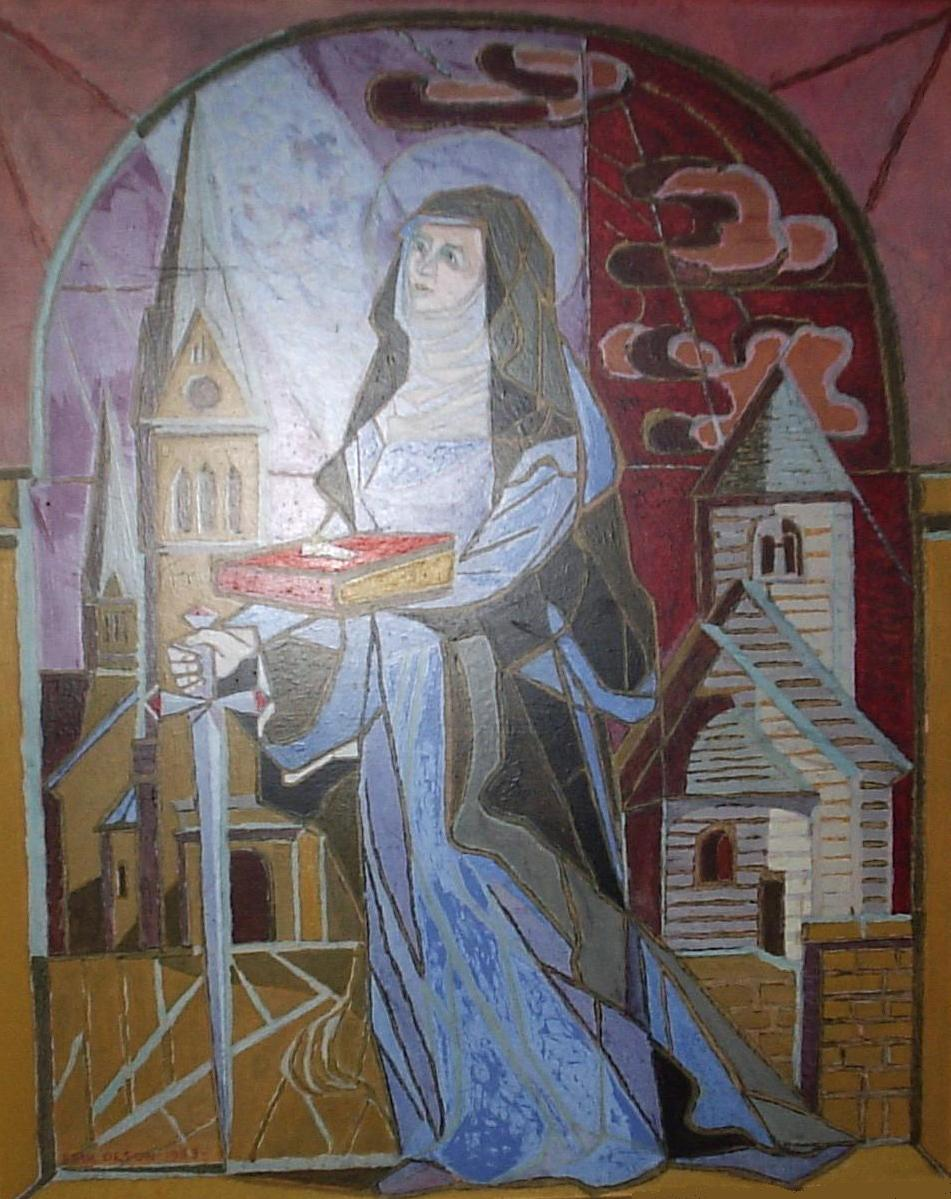
Sankta Helena med Våmbs kyrka och Sankta Helena kyrka i Skövde på Erik Olsons målning från 1954.
Skövdes kommunvapen.